# Francisco Domingo Barbosa Da Silveira
Francisco Domingo Barbosa Da Silveira (26 maart 1944 – 17 juni 2015) was een Uruguayaans bisschop van de Rooms-Katholieke Kerk.

## Biografie
Silveira werd in 1972 tot priester gewijd. In 2004 werd hij tot bisschop van Minas gewijd door paus Johannes-Paulus II. In 2009 na hij ontslag als bisschop nadat hij beschuldigd werd van homoseksualiteit.
Hij overleed in 2015 op 71-jarige leeftijd, exact 43 jaar na zijn priesterwijding.